# رضا صفار هرندی

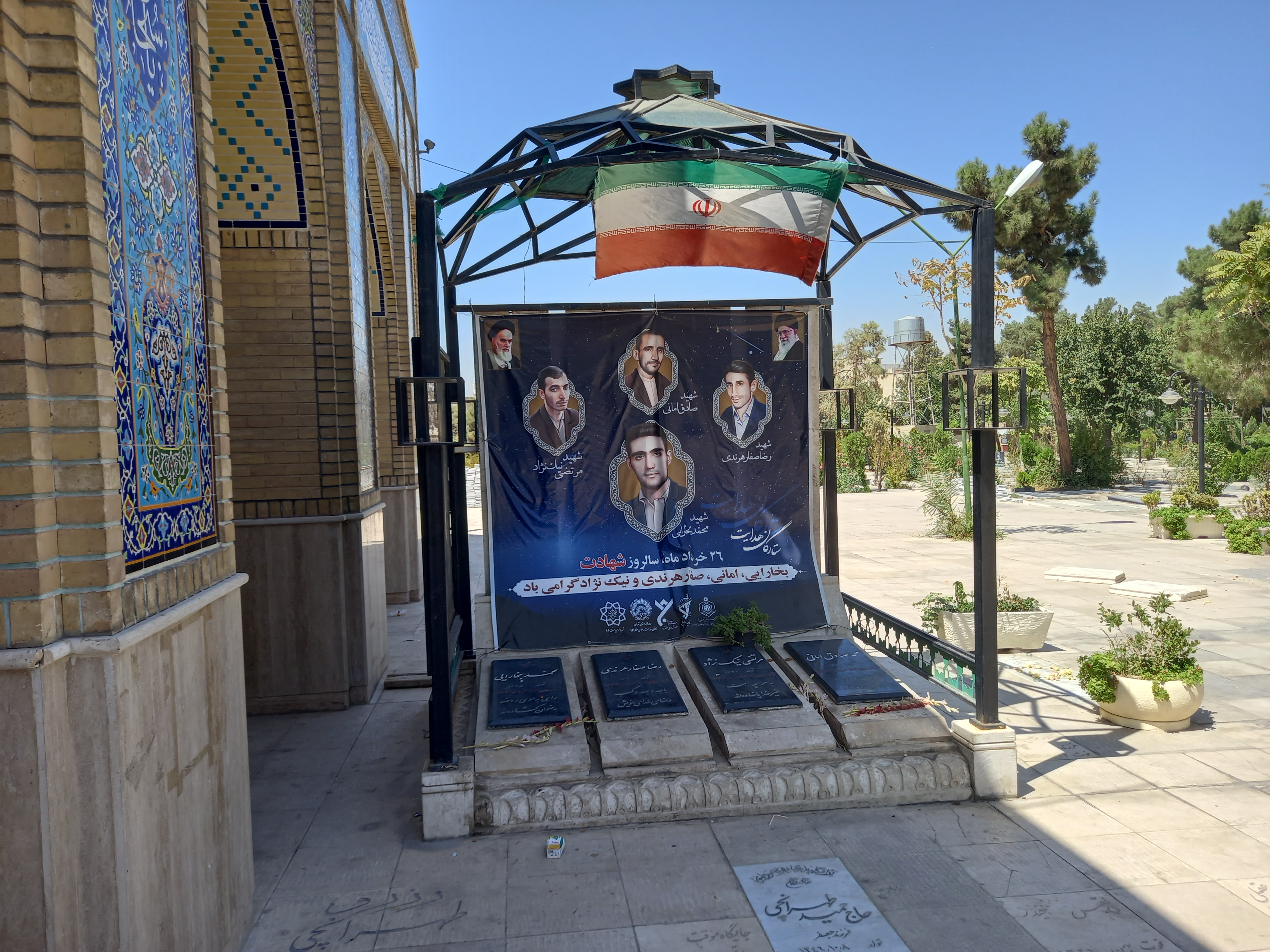
مزار امانی ، نیک نژاد ، هرندی و بخارایی در گورستان ابن بابویه

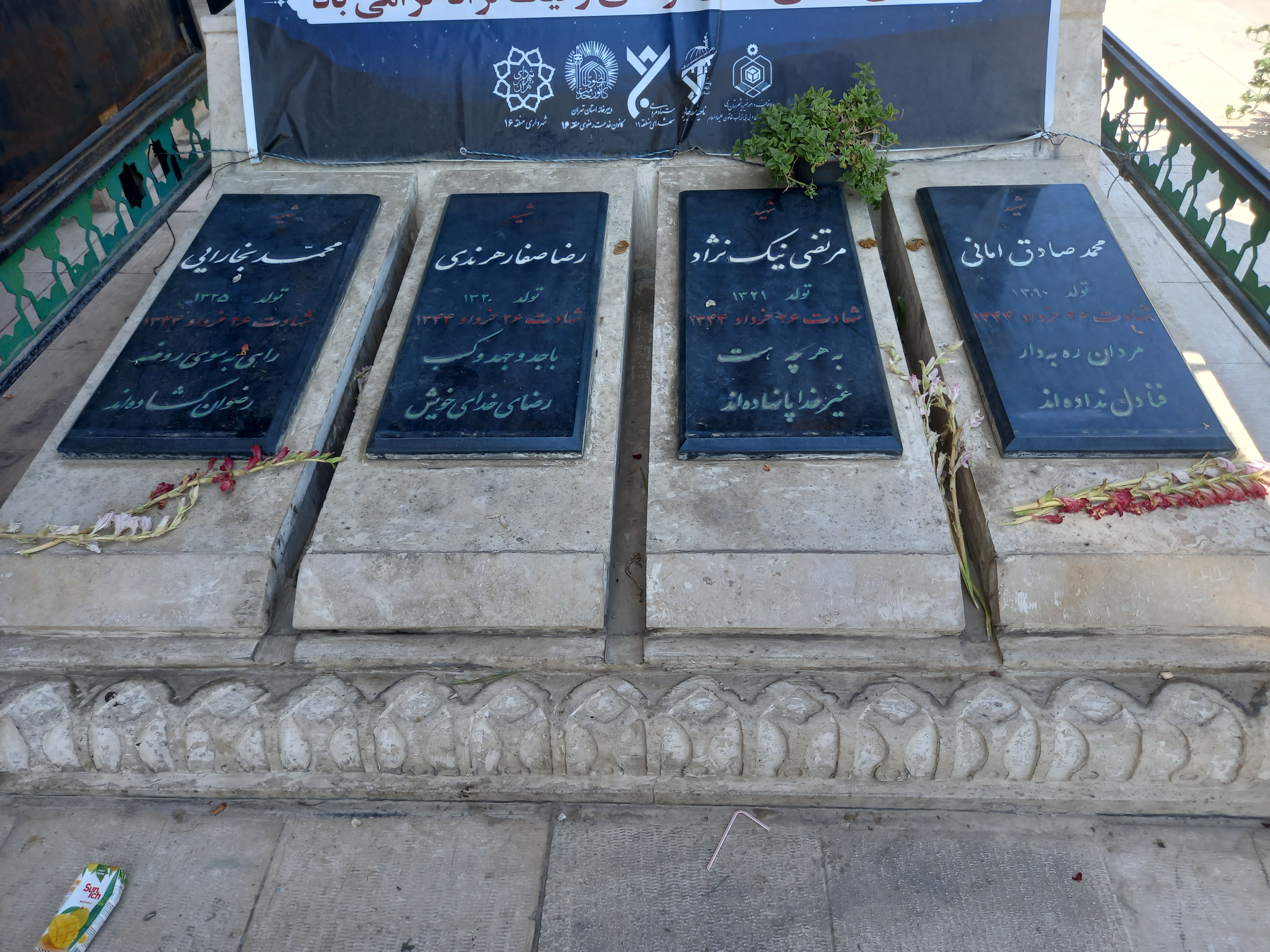
تصویری دیگر از مزار امانی ، نیک نژاد ، هرندی و بخارایی

رضا صفار هرندی (۱۳۲۵–۱۳۴۴) از اعضای گروهِ موسوم به فدائیان اسلام بود.
وی در سال ۱۳۲۵ در هرند اصفهان دنیا آمد.
پس از دوره ابتدایی، دروس دینی را نزد برادرش علی اصغر هرندی خواند و در مغازه او به کار مشغول شد.
رضا هرندی روز عملیات ترور حسنعلی منصور پشتیبان محمد بخارایی بود و توانست پس از پایان عملیات از صحنه بیرون آید، ولی وقتی که می‌خواست وسایلش را از خانه بردارد و به اتفاق مرتضی نیک نژاد زندگی مخفی را آغاز کند، دستگیر شد.
وی در سحرگاه ۲۶ خرداد ۱۳۴۴ تیرباران شد. پیکر او در گورستان ابن بابویه به خاک سپرده شد.